# Giovanni Agnelli
Giovanni Agnelli (13. srpna 1866, Villar Perosa – 16. prosince 1945, Turín) byl italský podnikatel, který v roce 1899 založil v Turíně automobilku Fiat. Byl též aktivním politikem.

## Život
Studoval na Collegio San Giuseppe v Turíně a poté se vrhl na vojenskou kariéru. Roku 1893 ji ukončil a vrátil se do rodné obce Villar Perosa, kde se o dva roky později stal starostou (i jeho otec jím byl) a tuto funkci držel až do své smrti.
V roce 1898 se seznámil s hrabětem Emanuelem Cacheranem z Bricherasia, který hledal investora pro zamýšlenou výrobu motorových vozů. O rok později, 11. července 1899, společně založili firmu Fabbrica Italiana di Automobili Torino. O rok později se Agnelli stal generálním ředitelem. Když Fiat vstoupil na milánskou burzu, Agnelli koupil všechny akcie. V roce 1920 se tak stal předsedou představenstva a jediným majitelem.
Za první světové války začal Agnelli spolupracovat s finančníkem Riccardo Gualinem. Založili spolu v USA dvě firmy přepravující americkou pomoc do Evropy. Obě firmy s koncem války padly, ale vydělaly oběma obchodníkům velké peníze. Po válce se tak Fiat stal ze třicáté největší italské firmy třetí největší a s pomocí vydělaných peněz se oba obchodníci pokusili ovládnout též banku Credito Italiano. To se jim nepodařilo, ale byli aspoň zvoleni do představenstva. Agnelli se rovněž stal viceprezidentem Gualinovy firmy SNIA, která se zaobírala výrobou umělých vláken. Spolu též získali třetinu ve společnosti Alfredo Frassati, vydavateli deníku La Stampa. Agnelli se zapojil i do politiky, podporoval fašistické hnutí Benita Mussoliniho, který ho za to v roce 1923 jmenoval senátorem.
V roce 1926 se Agnelli a Gualino rozešli, když Agnelli nesouhlasil s Gualiniho investicí do francouzských automobilek.
Agnelli byl hlavním konstruktérem italského válečného průmyslu za druhé světové války. V dubnu 1945 ho revolucionáři sesadili z vedení firmy Fiat a on krátce na to zemřel. Rodina Agnelliů firmu znovu ovládla až roku 1966.